# 安江沙碧梨
安江 沙碧梨（やすえ さおり、2001年1月17日 - ）は、日本の女子バスケットボール選手である。ポジションはシューティングガード。Wリーグの富士通レッドウェーブ所属。

## 来歴
鳥取県出身。
岐阜女子高校でインターハイ優勝とウインターカップ準優勝を経験。3×3U18アジアカップ日本代表にも選ばれ準優勝。
卒業後は日体大に進学。
2023年1月、富士通レッドウェーブにアーリーエントリーとして加入。

## 日本代表歴
- 2019年3×3U18アジアカップ